# Glenea matangensis
Glenea matangensis é uma espécie de escaravelho da família Cerambycidae. Foi descrita por Per Olof Christopher Aurivillius em 1911.  É conhecida a sua existência em Bornéu, Malásia e Brunei.  Contém a variedade Glenea matangensis var. rufimembris.